# Бял дъб
Белият дъб (Quercus alba) е вид растение от семейство Букови (Fagaceae). Видът е незастрашен от изчезване.

## Разпространение
Quercus alba е разпространен в източните и централни части на Северна Америка, от Минесота, Онтарио, Квебек и Нова Скотия на юг до Северна Флорида и Източен Тексас.